# Ricardo del Rivero Iglesias

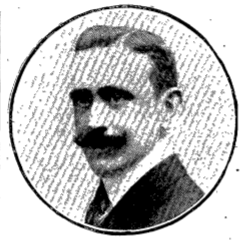
Ricardo del Rivero

Ricardo del Rivero Iglesias (Madrid, c. 1869-ibíd., 1 de octubre de 1937) fue un periodista, fotógrafo y funcionario de Hacienda español.
Empleado de Hacienda, ya en la década de 1880 era también redactor del periódico Don Quijote de Madrid. Entre 1889 y 1890 estuvo destinado en la Intervención de Hacienda en Segovia, donde colaboró en periódicos como La Legalidad y La Tempestad y escribió un libro de poesías.
Vuelto a la capital de España, fue oficial de Hacienda Pública y redactor y fotógrafo de revistas como La Ilustración Española y Americana, Blanco y Negro y Gran Vida.
Publicó un Manual de clases pasivas civiles (1905) junto con el abogado Antonio Gabriel Rodríguez y la obra Legislación de Clases pasivas (1916), en la que recopiló todas las disposiciones legales vigentes para la concesión de haberes pasivos por cesantías, jubilaciones y pensiones. En la década de 1920 era jefe de Negociados de la Dirección general de la Deuda y Clases pasivas.
Entre otros premios, en 1903 obtuvo la medalla de bronce en el Concurso Nacional de Fotografías organizado por la Sección artística del Centro de Lectura de Reus y en 1905 una Mención honorífica en el Concurso fotográfico de Bilbao. Estuvo como fotógrafo en la guerra de Melilla de 1909 y fue condecorado con la Cruz Roja del Mérito Militar. Apasionado de los deportes, promovió una copa de atletismo en Ciudad Lineal que recibió el nombre de «Copa Ricardo del Rivero».
Estuvo casado con María Cereceda, con quien tuvo varios hijos, entre ellos el periodista Carlos del Rivero y Cereceda, director durante la Segunda República del periódico malagueño El Popular.
Falleció en Madrid a consecuencia de una hematemesis y fue inhumado el 2 de octubre de 1937 en el cementerio de la Almudena.